# Pfarrkirche Würnitz

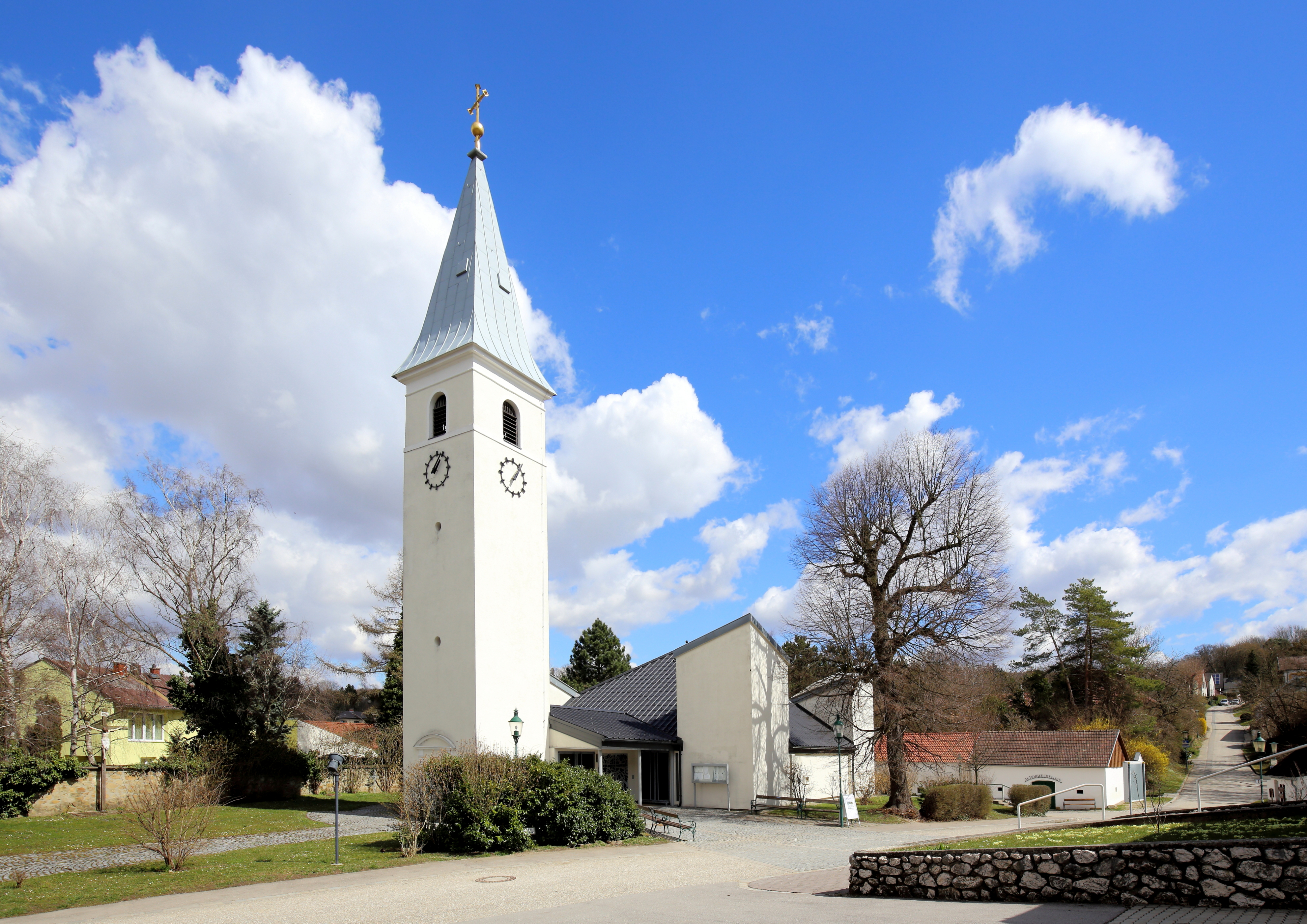
Südwestansicht der Pfarrkirche hl. Vitus

Die römisch-katholische Pfarrkirche Würnitz steht in der Ortsmitte von Würnitz in der Gemeinde Harmannsdorf im Bezirk Korneuburg in Niederösterreich. Sie ist dem heiligen Veit geweiht und gehört zum Dekanat Korneuburg im Vikariat Unter dem Manhartsberg der Erzdiözese Wien.

## Geschichte
Die Pfarre wurde vermutlich 1207 gegründet. Laut einer Urkunde wurde 1784 eine neue Kirche errichtet. Das Gotteshaus wurde 1971 nach Plänen des Architekten Erwin Plevan unter Einbezug des Kirchturmes vom Vorgängerbau errichtet und im selben Jahr eingeweiht.

## Architektur
Kirchenäußeres

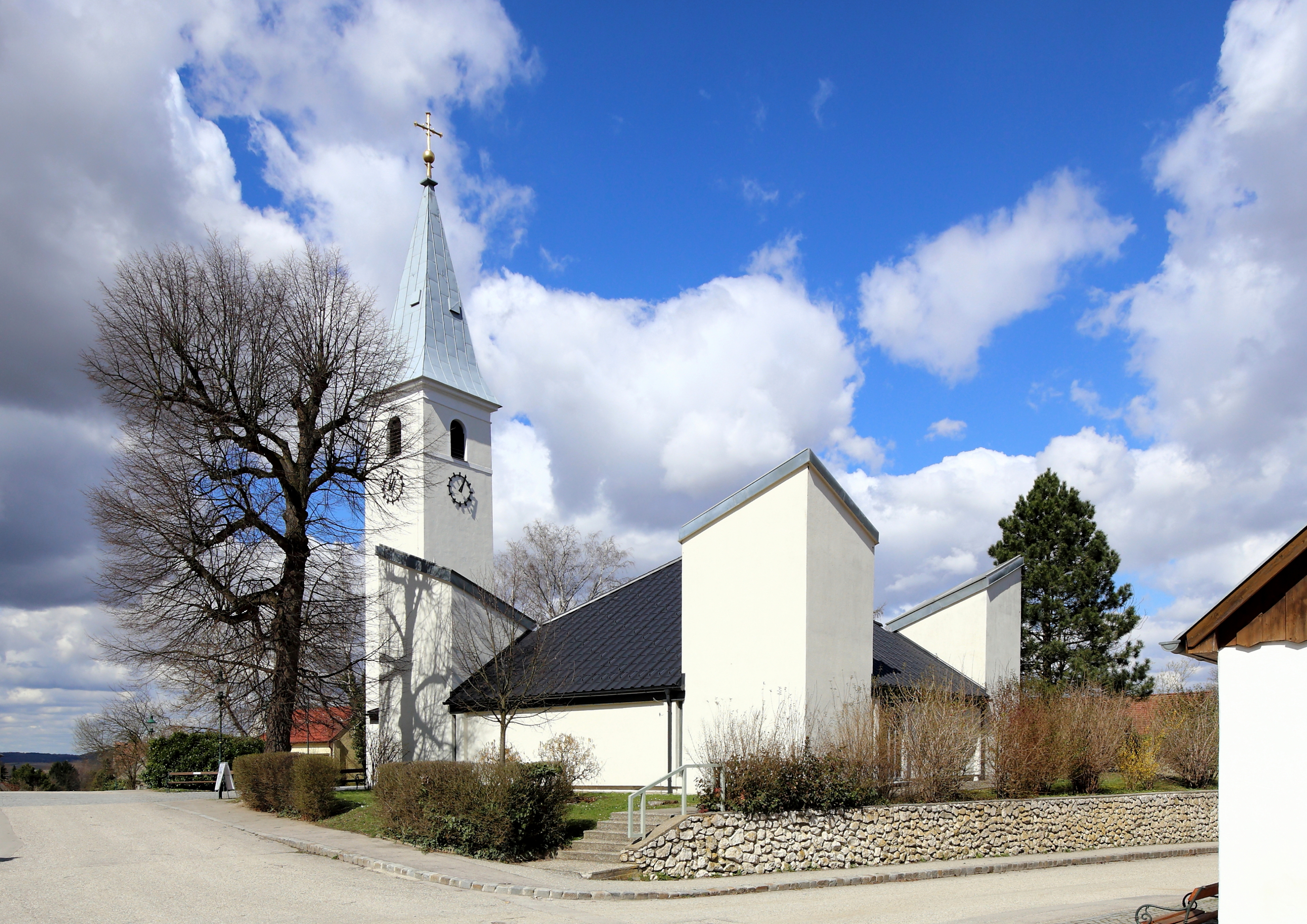
Südostansicht der Pfarrkirche

Die Kirche ist ein würfelförmiger Bau unter einem hohen dominierenden Zeltdach. An den Ecken sind vier Lichttürme aus Sichtbeton. Darüber sind Pultdächer aus Glasbausteinen. Der östlich liegende Kirchturm aus dem 19. Jahrhundert weist rundbogige Schallfenster auf und ist durch ein Zeltdach gedeckt. Dieser ist durch einen niedrigen Trakt mit dem Neubau verbunden.
Kircheninneres
Das Kircheninnere ist zum hohen Dachstuhl nach oben hin geöffnet.

## Ausstattung
In der Südostecke des Kirchenschiffes steht ein Marienaltar aus der alten Kirche. Auf der Mensa ist ein barocker Säulenaufbau mit Baldachinbekrönung. Auf ihm steht eine Mariazeller Madonna. Der Kreuzweg ist eine Emailarbeit von Gertrude Stöhr. Das Mosaik in der Taufkapelle sowie die Glasmalereien stammen von Hermann Bauch.